# Horse Ranch Mountain
Horse Ranch Mountain, situato nello stato statunitense dello Utah, è la vetta più alta (2.660 m) del Parco nazionale di Zion. È localizzata nei canyon di Kolob a nord-ovest del parco, tra i torrenti Taylor Creek a sud e Camp Creek a nord.